# ديك كليفلاند
ديك كليفلاند (بالإنجليزية: Dick Cleveland) هو سباح أمريكي، ولد في 21 سبتمبر 1929 في هونولولو في الولايات المتحدة، وتوفي في 27 يوليو 2002 في كايلوا-كونا في الولايات المتحدة.

## وصلات خارجية
- ديك كليفلاند على موقع الاتحاد الدولي للسباحة (الإنجليزية)
- ديك كليفلاند على موقع SwimRankings.net (الإنجليزية)
- ديك كليفلاند على موقع أوليمبيديا (الإنجليزية)